# Стародавня Македонія
Історичній області Македонія на території сучасної Греції присвячена стаття Македонія (Греція). Див. також Македонія (історична область).
Старода́вня Македо́нія (грец. Μακεδονία), також Македонське царство — антична грецька держава північної частини Стародавньої Греції (розташовувалася в основному на території сучасної Греції), яка на заході межувала з давньогрецькою державою Епір і на сході — з Фракією. Звідси Александр Македонський розпочав свій легендарний похід на Персію, який завершився підкоренням усієї Азії.

## Історія

### Раннє царство
Перша Македонська держава була заснована на початку IX століття до н. е. грецькою династією Аргеадів, переселенців з південного грецького міста Аргоса (звідси і назва — Аргеади). Перший цар Македонії — Пердікка I.
Македонія, що успадкувала, як вважалося, землі міфічного царства Мідаса, очолювана династією Аргеадів, оформилася в самостійну державу за царя Александра I, на прізвисько Філеллін, на початку V століття до н. е. Саме за його правління починають карбувати царську монету, а Македонія, що існувала довгий час в ізоляції, вступила в контакт з Елладою і територія країни значно розширилася. До Александра I Македонію населяли різні племена, що мали власних вождів, і Царі Македонії володарювали лише номінально в районі Центральної Македонії.
Мізерні історичні документи засвідчили діяльність батька Александра, Амінти I, а вся попередня історія Македонії ґрунтується на усних переказах і легендах про прихід першого царя. Засновником царюючої династії, за Геродотом, вважається Пердікка I, вихідець з Аргоса, розташованого в східній частині Пелопоннесу. За македонською оповіддю, він прийшов до Македонії разом з двома братами і спочатку пас кіз. За свідченням античних істориків македонські племена, що жили в басейні річки Аліакмон (грец. Αλιάκμων або грец. Αλιάκμονας) і прилеглих плоскогір'ях, у VIII століття до н. е. почали свій рух на схід до узбережжя Егейського моря і на північ до річки Стримонас (грец. Στρυμών або грец. Στρυμόνας), витісняючи, винищуючи або асимілюючи місцеві племена іллірійського, фракійського, фригійського походження.
На початку V століття до н. е. Македонія і прилеглі до неї землі були підкорені перським царем Дарієм I, який допоміг македонському цареві укріпити і розширити владу над племенами. Після поразки персів експансія Македонської держави продовжувалася, і наступник Александра, Пердікка II, відчув себе досить сильним для того, щоб вступити у війну з Афінами (420-ті роки до н. е.). Під час Пелопоннеської війни Пердікка II використовував війська Спарти для придушення сепаратизму гірських племен.
Наступник Пердікки Архелай будував фортеці, проводив дороги, створив регулярну армію. При ньому значно зріс культурний вплив Еллади в Македонії, відомий Евріпід жив при дворі царя і навіть обіймав офіційну посаду. Наприкінці V століття до н. е. Македонія встановлює владу над прилеглими грецькими містами — Підною і Лариссою. Кордони Македонського царства пролягли приблизно по річці Аліакмон на півдні, що розділяла Македонію і Фессалію (область Еллади) і до річки Стрімон на сході, що відокремлює від Фракії. Піндський хребет на заході відокремлював Македонію від Епіру і Іллірії, у верхній течії Аксій (нині Вардар, або Аксіос в сучасній Греції) служив кордоном на півночі.
Незабаром після вбивства Архелая в 399 до н. е. через несприятливі зовнішні чинники і внутрішню смуту Македонське царство послабшало. Владу захопив Аероп II з династії Лінкестидів. Царі в результаті запеклої боротьби за престол між Аргеадами і Лінкестидами змінювалися швидко. До середини IV століття до н. е. країна опинилася на межі розвалу. Лише 392/391 року до н.е. Амінт III зміг дещо стабілізувати ситуацію, відновивши владу династії Аргеадів.

### Піднесення Македонії

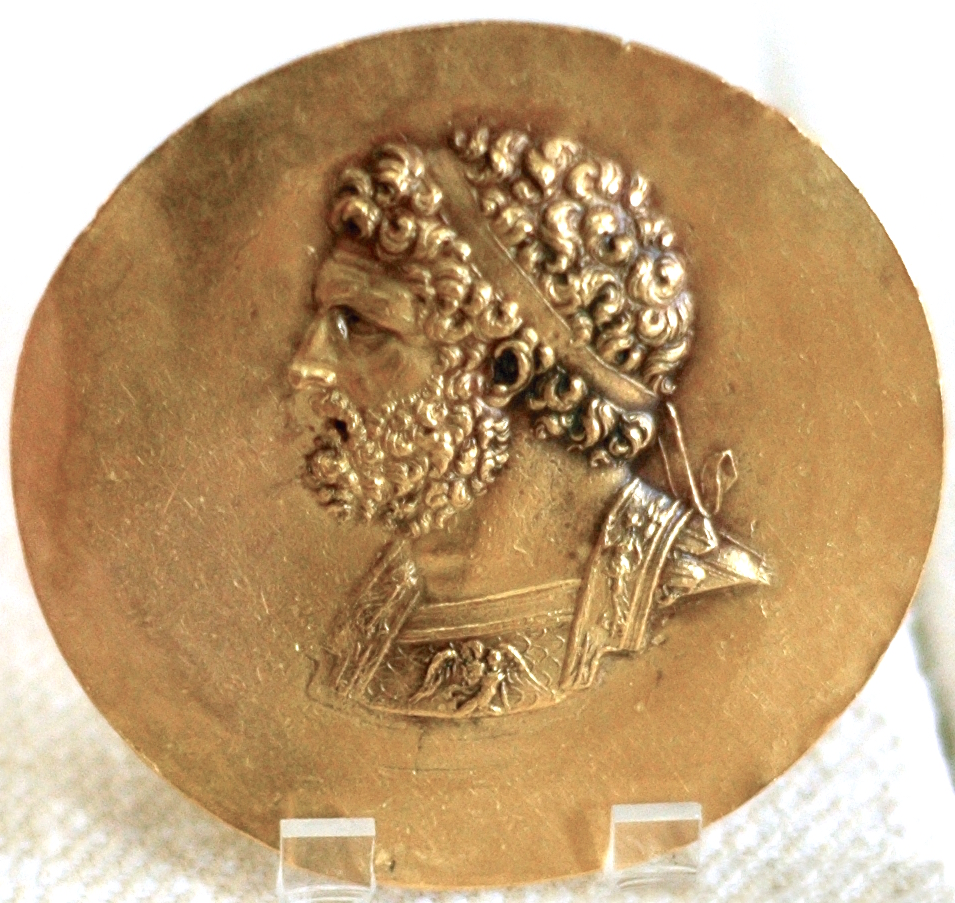
Філіпп II Македонський

Македонське царство і залежні держави в 336 р. до н. е.

Всі македонські царі до Філіппа II мали владу, доволі обмежену племінними і клановими протиріччями. В результаті Македонія була прохідним двором для військових загонів грецьких держав, командири яких могли садити на номінальний царський трон бажаних осіб. В першій половині IV століття до н. е. країна роздиралася міжусобною боротьбою і з'явилася реальна загроза захоплення країни фракійськими та іллірійськими племенами. Саме зовнішня загроза дозволила Філіппу II сконцентрувати збройні сили, відбити зовнішній натиск і змусити до підкорення македонські клани. Далекоглядна, стратегічно вивірена політика Філіппа укріпила державу і зумовила експансію Македонського царства на територію Еллади, на той час ослаблену нескінченними розбратами.
За царя Філіппа II (359 — 336 роки до н. е.), територія Македонії розширилася і включила Пангей, багатий золотими Пангейськими копальнями, Халкідіку, всі грецькі міста-поліси на фракійському узбережжі Егейського моря, землі іллірійців на сході і пеонійців на півночі. Епір і Фессалія стали васальними державами Македонії. Після битви при Херонеї вся материкова Еллада, за винятком Спарти, визнала залежність від македонського царя Філіппа.
У своєму відношенні до Філіппа II греки розкололися, одні розглядали його як агресора, душителя свободи Еллади, інші вітали як лідера, здатного згуртувати роздрібнену Грецію. У цей період Македонія перебувала під сильним культурним впливом давньогрецьких держав, зберігаючи при цьому давню самобутність. Наприклад, архітектура палаців у Пеллі ближче до крито-мікенського стилю, ніж до класичного еллінізму, хоча слід зауважити, що через політичний устрій елліни воліли будувати храми замість палаців. Відрізнявся також родинний устрій, зокрема допускалася полігамія, і у Філіппа II окрім Олімпіади, епірської царівни, матері Александра, було ще декілька дружин, хоча всі вони мали різний статус. Македонці тієї епохи здавалися витонченим грекам грубими і неосвіченими, схожими з варварів. Сильний фракійський вплив відчувається в давньогрецькій релігії македонців. Закінчивши приготування до походу у володіння Персії, Філіпп II не встиг здійснити задумане. Він був убитий як і попередні македонські царі, але залишив сильну регулярну армію і міцну державу.

### Доба еллінізму

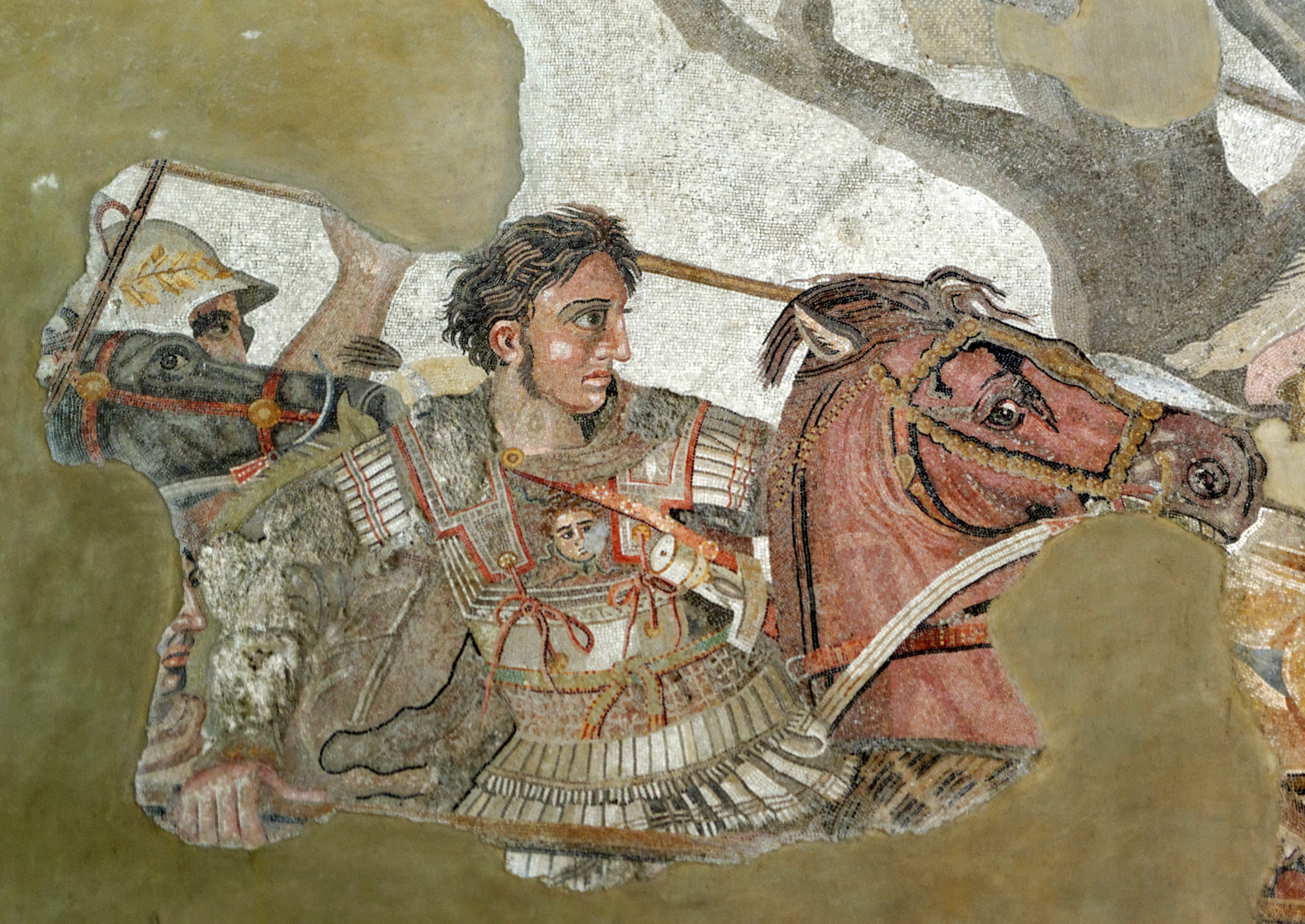
Фреска «Мозаїка Александра», що зображує битву при Іссі: Александр Македонський на своєму коні Букефалі

Син Філіппа Александр III Великий (356 — 323 до н. е.) за час свого правління зумів розширити кордони Македонського царства, включивши до його складу не лише грецькі поліси, але і всю Перську імперію, Єгипет Ахеменідів і частково Індію. Втім навряд чи доречно називати космополітичну імперію Александра Македонського царством.
Александр активно користувався культурною спадщиною підкорених держав, при цьому проте знайомлячи підкорені народи з культурою Греції і заохочуючи вивчення грецьких наук. Зокрема він заснував Александрію, відому своїм мусейоном, маяком та бібліотекою. В результаті, хоча новоутворена імперія і розпалася незабаром після його смерті, її спадщина збереглася і дозволила підкореним народам вступити в епоху еллінізму.
Довга боротьба діадохів і їх наступників — епігонів — призвела до створення низки самостійних елліністичних держав (найбільшими з них були монархії Селевкідів, Птолемеїв і власне Македонія). У більшості держав при владі перебували олігархія чи царі. Боротьба держав на чолі з Афінами проти Македонії після смерті Александра (Ламійська війна) закінчилася перемогою Македонії і розправою із грецькими демократами. Після вторинної поразки у Хремонідовій війні (267—261 роки до н. е., названа на честь афінського полководця Хремоніда) Афіни були розгромлені, ставши цілком залежними від Македонської монархії. Однак Македонія не змогла відновити свою владу над усім Балканським півостровом. Проти неї боролися два нових могутніх союзів — Ахейський (відновлено близько 280 до н. е.) та Етолійський (створений близько 320 до н. е.).

### Занепад царства

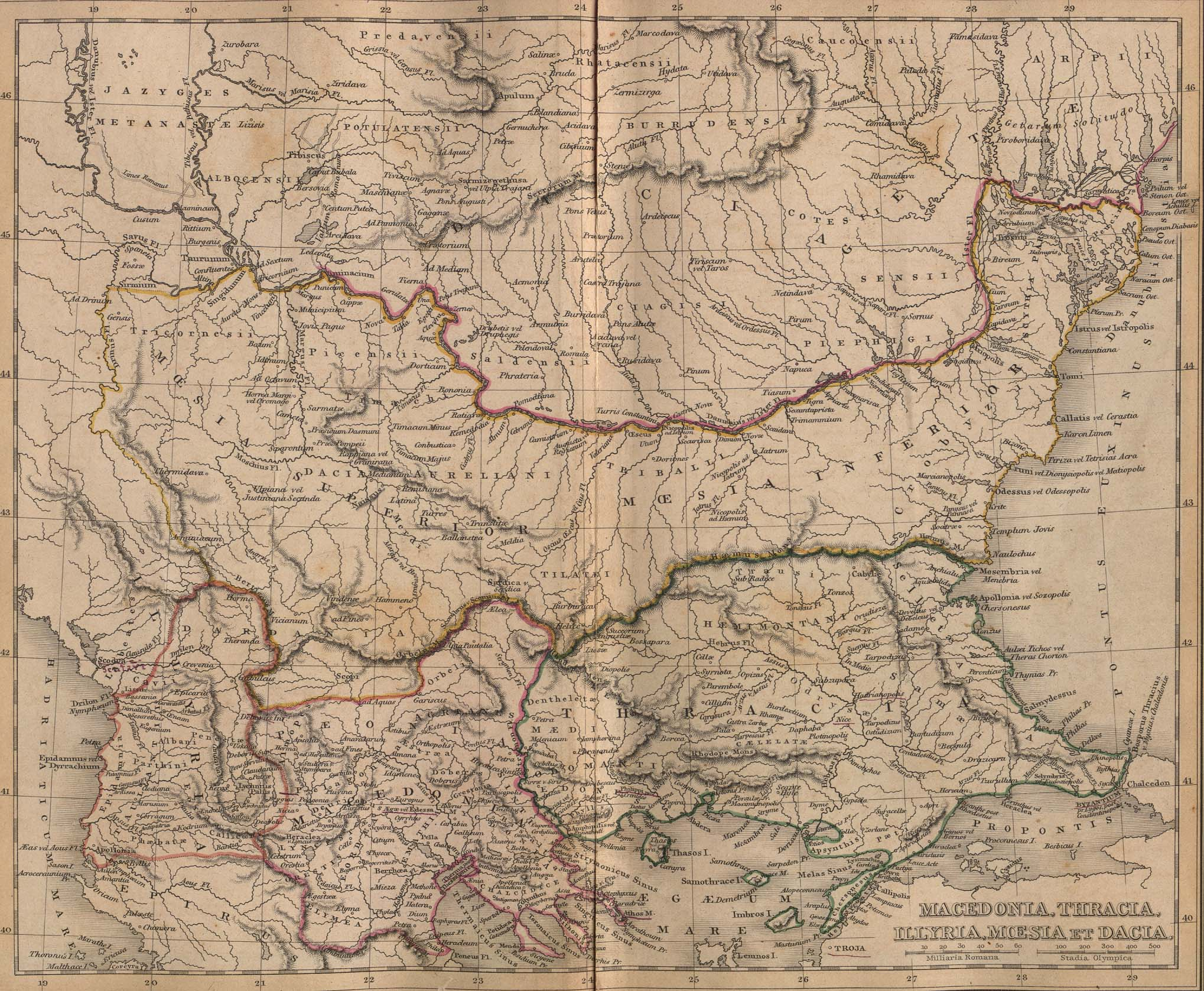
Стародавня Македонія і сусідні території — Іллірія, Мезія, Фракія і Дакія в римські часи

У 215 до н. е. Македонія вступила в першу з трьох війн проти Риму (див. Македонські війни). Результатом поразки у Другій Македонській війні (197 до н. е.) і Третій Македонській війні (168 до н. е.) стало повалення правлячої династії і оголошення Македонії римською провінцією в 146 до н. е..
Під час великого переселення народів на Македонію безперервно здійснювали набіги готи і авари. В VI-VII століттях н. е. слов'янські племена заснували там свої перші поселення.
В IX-X століттях Візантія почала оспорювати в Болгарського Царства право володіти Македонією, але була витіснена на периферію Сімеоном I Болгарським (893—927). Візантія заволоділа західною Македонією в добу правління імператора Василія II Болгаробійці.
З 1014 року країна на півтора століття опинилася під владою Візантійської імперії. Після падіння Константинополя в ході Четвертого Хрестового походу 1204 року, латиняни і болгари розв'язали війну за право володіти Македонією; у підсумку країна була поглинена Нікеєю в 1234 році.

## Мова
Про мову стародавніх македонян, як і про мову інших стародавніх племен і народів, в часи відсутності писемності відомо небагато. Вона вживалася до початку V століття до н. е. і зберігалася в деяких областях ще впродовж декількох століть нашої ери. До нас дійшло менше сотні коротких записів, зроблених Ісихієм Александрійським в V столітті. На основі цих записів стверджують, що ця мова була доволі близька до грецької, можливо навіть була її діалектом.
Давньомакедонська мова відчувала вплив дорійської грецької, а з початком бурхливого культурного розвитку і тісної взаємодії з іншими державами Еллади різниця між мовами почала скорочуватися.
Внаслідок вкрай незначного лінгвістичного матеріалу, з'явилося безліч точок зору на походження давньомакедонської мови. Найчастіше її розглядають як:
- діалект іллірійської мови з елементами грецької;
- діалект грецької мови з елементами іллірійської;
- діалект грецької мови з елементами іллірійської і фракійської;
- діалект грецької мови з елементами мови не індоєвропейської групи;
- самостійну індо-європейську мову, споріднену з грецькою, фракійською і фригійською.

## Грецька і слов'янська версії
У зв'язку з відсутністю точних даних існують різні версії щодо знаходження стародавньої держави Македонія, земель, які входили до її складу, а також мовних, релігійних і культурних особливостей людей, які входили до її складу. Така ситуація стала причиною появи різноманітних версій історії, які часто використовуються в політичних мотивах. Науковці, що дискутують про те, чи була Стародавня Македонія еллінською державою чи ні, посилаються як на свідоцтва античних авторів, так і на лінгвістичний матеріал. Жодний з доказів не є безперечним, хоча накопичений лінгвістичний і історичний матеріал дозволяє віднести македонців до грецької гілки народів.
Грецьке, або еллінське, походження стародавніх македонян ставиться під питання в однобічному порядку сучасною державою Північна Македонія. Решта ж науковців розглядають стародавніх македонян як предків сучасних греків і людей, які розмовляли на діалектах старогрецької мови та перейняли еллінську культуру. Водночас поняття «еллін» і «македонянин» прийнято розрізняти, маючи на увазі заснування Стародавньої Македонії як окремої держави мігруючими греками.
Між прибічниками обох версій боротьба не вщухає до нашого часу. Серед останніх проявів цієї боротьби — позов Греції до Європейського
Суду щодо правомірності назви сучасної Північної Македонії. Значно більшу стурбованість у Греції викликає національна історія Північної Македонії, запропонована істориками Скоп'є, адже стоїть питання, чи мають право сучасні південні слов'яни на історичну і культурну спадщину держави Александра Македонського, хоча останні досі не навели переконливих історичних свідчень появи, розселення та розвитку міст македонців-слов'ян у регіоні.
Переважання «грецької» версії в сучасній Європі і світі теж пов'язане з історичними[джерело?] і політичними[джерело?] мотивами:
- Фундамент для сучасних історичних уявлень на це питання був закладений у часи розвалу Візантійської імперії (часів масового переселення греків у Західну Європу), і розбудований у XVI—XIX ст — в часи значного занепаду і зменшення впливу слов'янських держав на світову політику (південних слов'ян, Польщі, Чехії, Русі)[джерело?].
- В Османській імперії, яка прийшла на зміну Візантійській, греки, маючи значний вплив на структури влади в Османській імперії мали сприятливіші умови для збереження і розвитку власної історії і культури у порівнянні з південними слов'янами (закривалися монастирі, спалювалися стародавні книжки)[джерело?].
- В XVIII—XIX ст. в Європі активно розроблявся «давньогрецький» міф з метою обґрунтування розколу Османської імперії і створення незалежної грецької держави[джерело?]}.
- В XX ст. південнослов'янські держави були тісно пов'язані з Радянським Союзом і країнами соціалістичного табору в той час як Греція — з Західною Європою[джерело?].
- Не слід забувати також про те, що стародавня Греція включала до свого складу велику кількість земель і народів крім сучасної Греції[джерело?]. Всі ці народи в давнину також часто називались греками. В XIX ст. болгар і сербів (особливо в Австро-Угорській імперії) також інколи називали греками[джерело?].

## Устрій
Македонська спадкова монархія існувала щонайменше з часів Архаїчної Греції, можливо, розвинувшись з племінної системи, і маючи коріння в Мікенської Греції
На чолі стояв цар (базилевс), що мав вищу політичну, військову, судову і жрецьку владу. Був також хранителем і розпорядником македонської скарбниці та царських доходів (базиліки).
Принаймні з часів правління Філіпа II царю допомагали царські пажі (базиліки пайдес), охоронці (соматофілаки), компаньйони (гетайри), друзі (філи), збори, до яких входили військові, та магістрати в період еллінізму. 
Гетайри і філи були найближчими радниками царя, входили до дорадчого органу — синедріону (чи збори македонців), що готував та пропонував рішення в багатьох сферах, зокрема призначення регентів, вищих чиновників, оголошення війни. Також був першою та останньою інстанцією у всіх справах, які не передбачали смертної кари. Усередині панували демократичні принципи ісегорії (рівності слова) та парресії (свободи слова), яким цар підпорядковується, як і інші члени. 
Базиліки пайдес були підлітками-юнаками, залученими з аристократичних родин і служили царям з часів Філіппа II. Під час навчання вони повинні були охороняти царя, коли він спав, супроводжувати його на полюваннях та служити йому під час симпозіумів. Після періоду навчання та служби від пажів очікувалося, що вони стануть членами царського почту. Вони існували до царя Персея. 
Македонські царі до Філіпа II мали привілеї та обов'язки приймати іноземних посланців, ініціювати зовнішню політику царства та вести перемовини щодо угод та союзів з іноземними державами. Також вони мали право власності на природні ресурси, включаючи золото, срібло, деревину та царські землі. Цар за допомогою гейтарів та філів керував усіма справами Македонії напряму.
Фукідід писав, що в попередні епохи Македонія була розділена на невеликі племінні регіони, кожен з яких мав свого власного дрібного царя. Племена Нижньої Македонії зрештою об'єдналися під керівництвом одного великого царя, який здійснював владу як повелитель над меншими царями Верхньої Македонії (Лінкестидами, Орестидами, Тимфеями, Елімеями). 
З часів Філіппа II на місцях керували призначені царем чиновники: стратег (військовий очільник), політарх (виконував поліцейські функції), архонт (керуючий полісом), якому допомагали епістати з адміністративно-релігійних питань. Збори міст (екклезія) полісів відігравали дорадчу функції, але їх повноваження були обмежені. Стратег керував меридами (округами на кшталт провінцій). Найнижчою структурою були етні (сільські громади). Філіп II також зберіг політичні структури, успадковані від Халкідської ліги, в містах та колишніх колоніях узбережжя.
У часи Антигонідів існували наступні мериди: Амфіполіс (або Парастрімонія та Парорея), Амфакситида, Боттієя, Верхня Македонія (Лінкестида, Тимфея та Атинтанія). Основною функцією цих районів було служити територіальною базою набору армії.

## Військо
У ранній період основу армії станвоила кіннота, яка відома з VI ст. до н.е., зокрема македонські вершники 479 року до н.е. брала участь у складі ахеменідського війська в битві при Платеях.

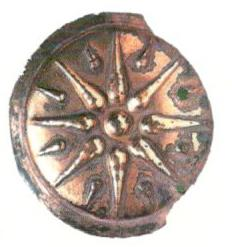
Македонський круглий щит (гоплон)

За царя Олександра I було сформовано піші підрозділи (пежетайрів). Македонська важка кіннота (гетайри), одягнена в анатомічні кіраси, стала відомою під час Пелопоннеської війни. Її формували з представники знаті. Водночас піхота в цей період складалася з погано навчених пастухів та землеробів, юідбшість були дорифорами (списоносцями). На початку IV ст. до н.е. піхота зазнає спартанського впливу. Тепер піхотинець одягався в шолом-пілос й легкі обладунки, в якості озброєння мав короткий меч, а також гоплон для захисту.

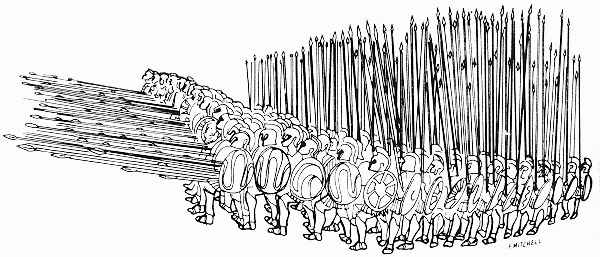
Македонська фаланга

У IV ст. до н.е. македонська армія становила близько 600 вершників і 10 тис. піхотинців. Філіпп II провів військову реформу, посиливши у війську дисципліну та підготовку. Піхота тепер була озброєна сарисами та кинджалами, для захисту: командири мали сполас, звичайні піхотинці — котфіби чи коттібоси; на ногах були поножи, прикривалися пелтами. З пежетайрів Філіпп II виокремив елітні підрозділи гіпаспістів. Усі піхотні підрозділи шикувалися у македонську фалангу. Її доповнювали лучники і пращники з Криту, франкійські найманці. 
Філіп II найняв інженерів Поліїда Фессалійського та Діада Пеллійського, які збудувати сучасні облогові машини та «артилерію», що стріляла великими болтами. Збільшення державних доходів дозволило македонцям вперше побудувати невеликий флот, який включав триреми.
У плані тактики було перейнято у скіфів формування емболона («літаючого клину»),що забезпечувало кінноті набагато більшу маневреність та перевагу в бою.
Александр III загалом зберігав батьковську побудову війську, але перебуваючи у Бактрії сформував додатковий кінний підрозділ — гіппархію з етнічних персів. Гіпаспістів було перейменовано на аргіраспідів. військо Александра III становило 5100 вершників, 12 тис піхотинців, з яких 3 тис. були агіраспідами, 9 тис. — пежетайрами.
Антигон I та його наступник Деметрій I мали найпотужніше облогове обладнання (машини, вежі, тарани) свого часу
Кінноту було розподілено на власне важких вершників, яких було близько 3 тис., царську кінноту (на кшталт гвардії) та «священний підрозділ» (гієра-іле, особистий резерв та охорону царя — до 800 вояків). З 270-х років до н.е. вершників мали захист округлі щити, запозичені у кельтів.
Найелітнішою, досвідченою македонською піхотою з часів Антигона III Досона, були пелтасти, що володіли пелтовими списами, мечами та меншим бронзовим щитом, ніж македонські списоносці фаланги. Були поділені на агему (передові підрозділи, що становили 2 тис. вояків) та решту (3 тис.). 

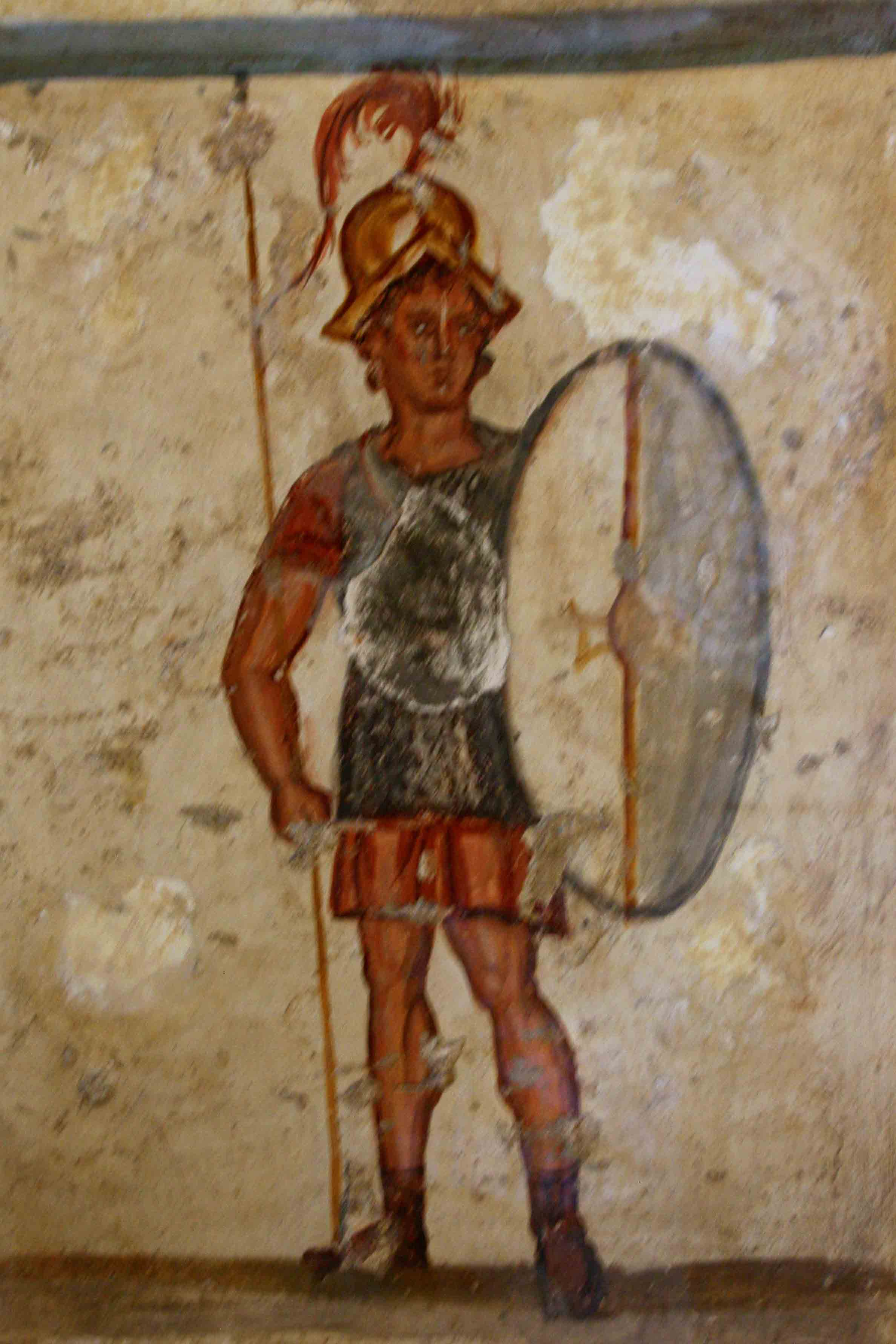
Торакит

Списоносці македонської фаланги були поділені на полки халкаспідів («бронзових щитів») та левкаспідів («білих щитів»). Перші складалася з гоплітів, які використовували сариси та бронзові щити, пелти або гоплони. Становили основу фаланги. Левкаспіди становили додаткові підрозділи, що можливо складалися з немакедонських союзників й найманців, що використовували дерев'яні щити-тіреї. Були важкі піхотні формування озброєні списами, з туреосами та лінотораксами, що звалися торакитами. Загалом македонська фаланга в часи Антигонідів дорівнювала 16 тис. вояків.
До Антигона II Гоната флот був невеликим, що діяв переважно біля узбережжя власне Македонії. Його базою була спочатку Підна, потім порт біля Пелли. лот був значно розширений під час Хремонідової війни, що дозволило македонському флоту перемогти єгипетський флот Птолемеїв. За Філіппа V македонський флот дорівнював 200 військових суден. Після поразки у Другій Македонській війні 197 року до н.е. флот було скорочено до 6.

## Економіка
Була заснована на сільському господарстві (пшениця, ячмінь), видобутку корисних копалин, ремеслах та торгівлі. Македонія мала родючі землі, що дозволяло їй виробляти надлишки зерна, вина (за часів Антигонів в значній кількості експортувалося Халкидське вино) та інших сільськогосподарських продуктів. Ротаційний прес для виробництва оливкової олії, можливо, був винайдений у стародавній Македонії. Природні умови сприяли річковому та морському рибальству. 
Добувалося золото, срібло, мідь, залізо, Македонія була багата на ліс. Ремесла розвивалися під впливом Стародавньої Греції. Ремісники Македонії славилися своєю майстерністю у обробці металів, каменю та дерева. Мідь та залізо використовувалися для зброї, інструментів та інших виробів. Македонські металеві вироби зазвичай наслідували афінським формом і стилям ваз з VI ст. до н.е. У IV ст. до н.е. пресоване у формі скло вперше з'явилося в Македонії; перші відомі прозорі, напівпрозорі скляні вироби виявлено в той самий час.
Держава тримала повну монополію на видобуток цінних металів (золоті та срібні копальні Пангеона були особливо важливими) з метою постачання військ. Цар мав право експлуатувати шахти, гаї, сільськогосподарські угіддя та ліси, що належали державі, хоча вони часто здавались в оренду як активи або надавались представникам знаті, таким як гетайри та філи. Після поразки Персея в битві при Підні в 168 році до н.е., римський сенат дозволив знову відкрити залізні та мідні копальні, але заборонив видобуток золота та срібла чотирма новоствореними автономними державами-клієнтами, які замінили Македонське царство.
Торгівля набула широкого розвитку в елліністичний період. Македонія розташовувалась на перетині торгових шляхів з Чорного моря, Малої Азії, Балкан, Іллірії, що сприяло її процвітанню. Вивозили сільськогосподарську продукцію, рибу (славилися вугрі зі Стримонської затоки), вина, ліс, метали (включаючи золото та срібло), а також ремісничі вироби.  
Окрім гірничої справи, центральна влада також отримували доходи, збираючи продукти з орних земель, деревину з лісів та податки на імпорт та експорт у гаванях. Мита, що стягувалися з товарів, що ввозилися та вивозилися з македонських морських портів, почали вводитися принаймні з часів правління Амінти III. Каллістрат Афіднський допоміг Пердіці III подвоїти річний прибуток царства від митних зборів з 20 до 40 талантів. Важливим джерелом доходів були військові здобичі, які ділилися між царем та його військом. За часів Філіпа II та Александра III здобич була значним джерелом доходу. 
Македонці не сплачували податків на приватні землі. Також не існувало жодних надзвичайних податків під час війни навіть коли Македонія опинялася у скрутному фінансовому становищі. 

### Монети

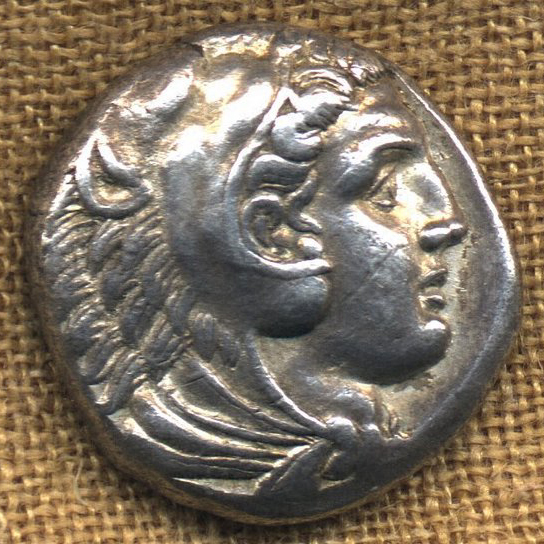
Срібна тетрадрахма Олександра III

Македонія була першою країною, де для внутрішньої та зовнішньої торгівлі вироблялися різні монети. Карбування срібних драхм розпочалося за правління Олександра I. Вони використовувалися для царських витрат. Архелай Македонський збільшив вміст срібла в монетах і почав карбувати мідні монети, щоб залучити торговців з інших частин Македонії та інших країн. Карбування монет значно збільшилося за Філіппа II і Олександра III Македонського, особливо після підвищення цін на ренту в Пангеоні, що спричинило хвилю конфіскацій.

## Вірування
До V ст. до зв. е. македоняни, як і жителі Еллади, вірили в тих самих давньогрецьких богів. У Македонії політична та релігійна сторони життя часто перепліталися. Це особливо позначилося в елліністичну добу. Тим часом релігійні течії з Єгипту також заохочувалися урядом та Малої Азії: у Фессалоніках був храм Серапіса, а частина македонян була пов'язана із культом Кабірів.

## Культура

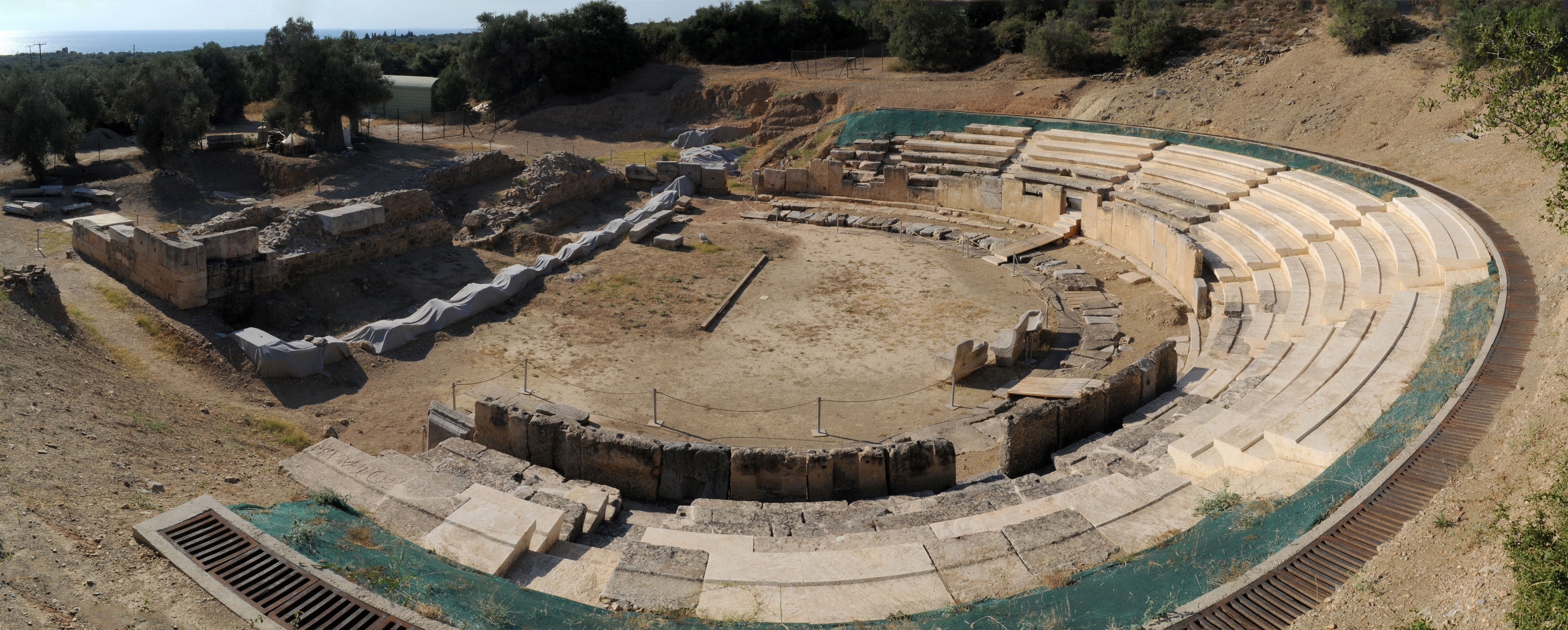
Театр в Маронії

За правління Архелая I у V стт до н.е. македонська еліта стала запозичувати звичаї та художні традиції з інших регіонів Греції. Цінувався театр, ставилися вистави давньогрецьких драматургів. Відомим був театр у Егах. Музика також цінувалася в Македонії. Окрім агори, гімназії, театру, релігійних святилищ і храмів, присвячених грецьким богам і богиням, була наявність одеону для музичних вистав. Виявлено руїни близько 20 театрів: 16 театрів просто неба, 3 одеону та, можливо, театр у Верії, що знаходиться на розкопках.
Пердікка II мав змогу приймати при своєму дворі відомих давньогрецьких інтелектуалів класичної епохи, таких як ліричний поет Меланіппід та лікар Гіппократ, а енкоміон Піндара, складений для Олександра I, можливо, був написаний при його дворі. Архелай I приймав при своєму дворі набагато більше давньогрецьких вчених, художників та знаменитостей, ніж його попередники, зокрема художника Зевксіса, архітектора Каллімаха, поетів Хоріла Самоського, Тимофія Мілетського та Агафона, драматурга Евріпіда. Філософ Арістотель також перебрався до двору царя Македонії. У почті Александра III перебував Піррон, засновник пірронізму. Антигон II Гонат підтримував дружні стосунки з Менедемом, засновником еретрійської школи філософії, та Зеноном, засновником стоїцизму.
Царі Архелай I перемогав на Олімпійських і на Піфійських іграх в змаганнях з перегонів на колісницях. Коні Філіпа II перемогли на перегонах колісниць 356 року до н.е.

### Наука
Найбільшого розвитку серед власне македонців набула історична наука. Македонські історики Марсій з Пелли та Марсій з Філіпп писали історії Македонії. Неарх склав твір про свою подорож від гирла річки Інд до Перської затоки. Філіп V зібрав рукописи історії Філіпа II, написаної Феопомпом, його придворними вченими та розповсюдив їх разом із подальшими копіями.

### Мистецтво
Збережені македонські розписи включають фрески та стінопис, а також декор на скульптурних витворах мистецтва, таких як статуї та рельєфи. Наприклад, сліди кольорів все ще існують на барельєфах саркофага Александра.
Македонські картини дозволили історикам дослідити моду на одяг, а також військове спорядження, яке носили стародавні македонці. У трьох царських гробницях у Вергіні професійні художники прикрасили стіни міфологічною сценою викрадення Персефони Аїдом та сценами царського полювання.

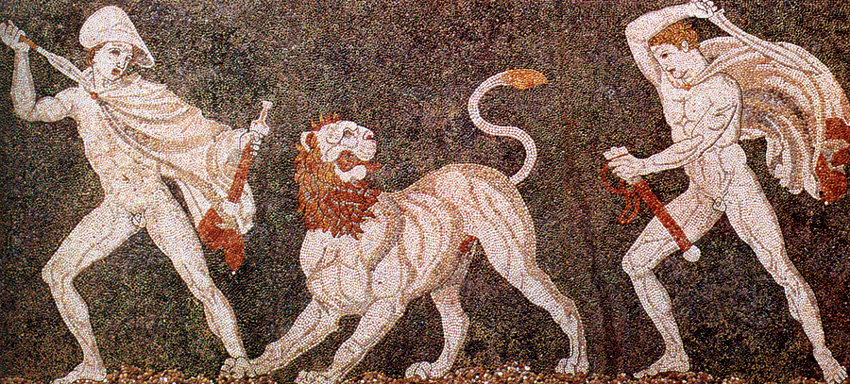
Полювання на левів

Мозаїка була ще однією важливою формою збереженого македонського мистецтва. Спільними темами македонських картин і мозаїк є війна, полювання та агресивна чоловіча сексуальність (тобто викрадення жінок для зґвалтування або шлюбу). «Полювання на оленів» у Пеллі з її тривимірними якостями та ілюзіоністичним стилем демонструє чіткий вплив розпису та ширших елліністичних мистецьких тенденцій, хоча сільська тема полювання була адаптована до македонських смаків. Подібна мозаїка «Полювання на левів» у Пеллі ілюструє сцену Александра Македонського з Кратером. Мозаїки з міфологічними темами включають сцени Діоніса верхи на пантері та викрадення Олени Троянської Тесеєм, остання з яких використовує ілюзіоністичні якості та реалістичне затінення, подібне до македонських картин. ;

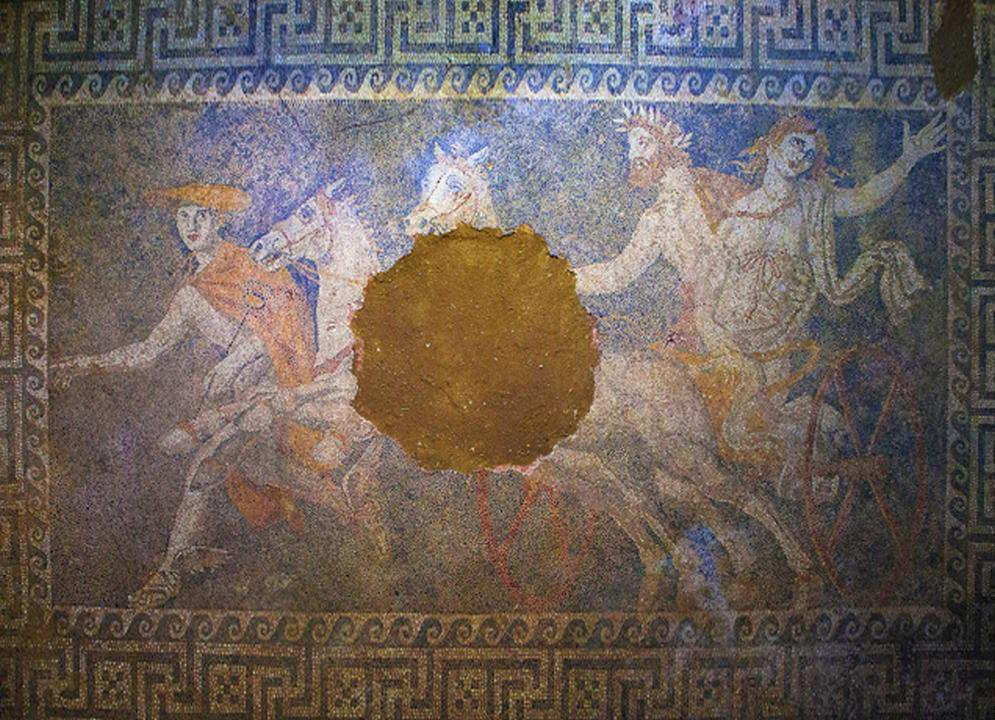
Мозаїка. Викрадення Песефони Плутоном. Гробниця Каста.

 Схожа сцена на картину в Вергіні, але виконана мозаїкою знайдена у гробниці Каста .

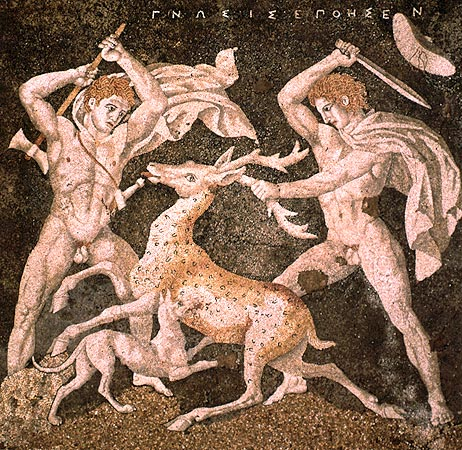
Полювання на оленів

Були також знайдені мініатюрні портретні зображення членів царської династії зі слонової кістки. Набуло розвитку ювелірне мистецтво. Виготовляли ювелірні вироби, шухлядки, корони, діадеми.

### Архітектура
Македонська архітектура використовувала суміш різних форм і стилів з Стародавньої Греції, не представляла унікального чи відмінного стилю від давньогрецької архітектури. Серед класичних ордерів македонські архітектори віддавали перевагу іонічному ордеру, особливо у перистильних дворах приватних будинків. Існує кілька збережених, хоча й у руїнах, прикладів македонської палацової архітектури, включаючи палац на місці столиці Пелла, літню резиденцію поблизу столиці Егеї та царську резиденцію в Деметрії. 
У Вергіні руїни трьох великих банкетних залів з мармуровими підлогами з розмірами приблизно 16,7x17,6 м  демонструють, мабуть, найдавніші приклади монументальних трикутних кроквяних конструкцій, якщо вони датуються до правління Антигона II Гоната або навіть початком елліністичного періоду.[323] Пізніша македонська архітектура також мала арки та склепіння. Палаци Вергіни та Деметрії мали стіни з висушеної цегли, тоді як останній палац мав чотири кутові вежі навколо центрального двору на кшталт укріпленої резиденції, гідної царя або стратега чи архонта.

### Кухня
Найдавніше відоме використання плоского хліба як м'ясної тарілки відбулося в Македонії в III ст. до н.е.. У великій кількості споживали страви з яловичини та козлятини. 
Македонці готували матті з курки або іншого пряного, солоного та соусованого м'яса, що подавалась під час винної страви.

### Поховання

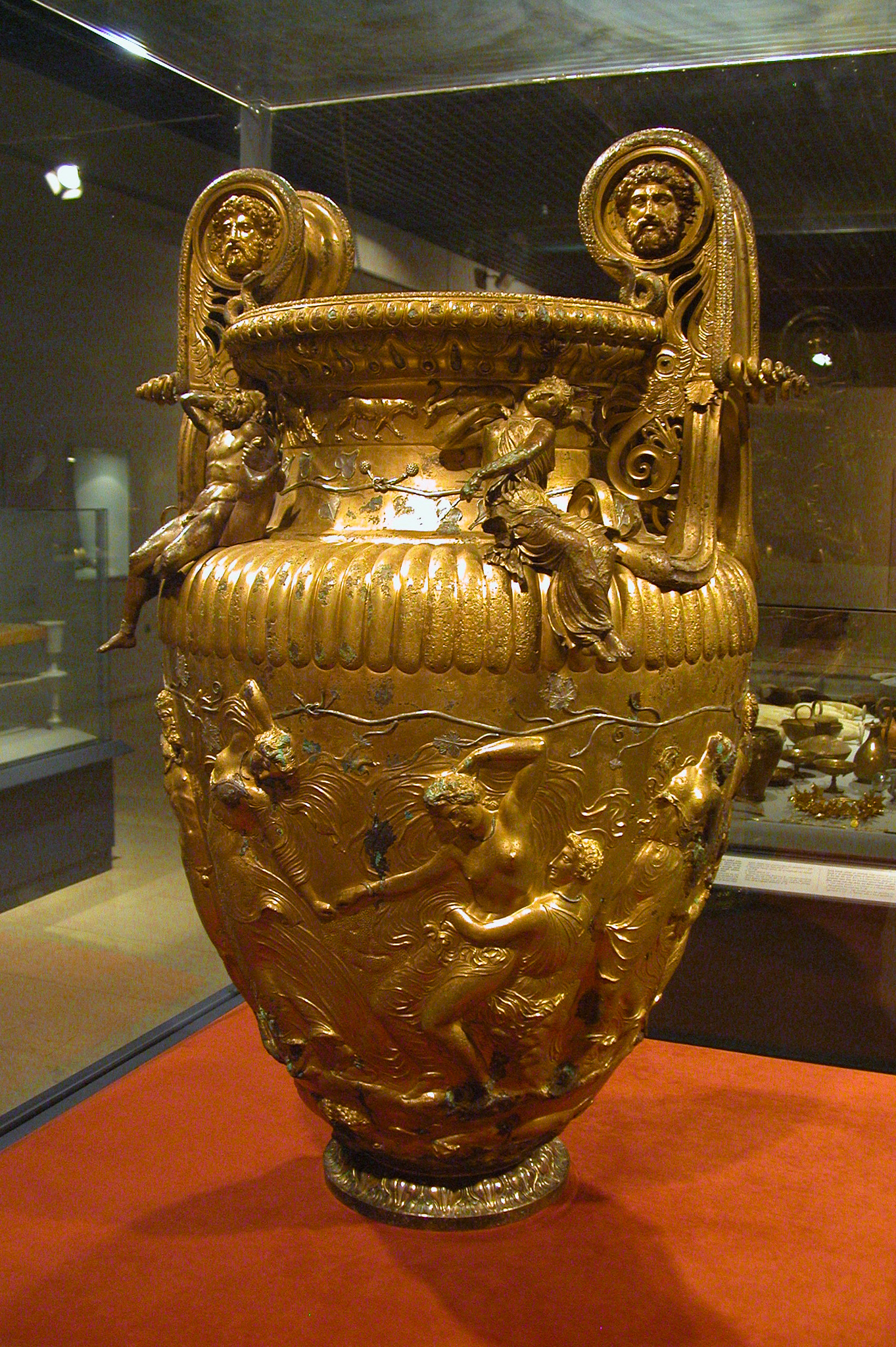
Дервенський кратер

Тривалий час зберігаючи при цьому архаїчні поховальні обряди, пов'язані з симпозіумом, типовими для яких були такі речі, як декоративні металеві кратери, що містили прах померлої македонської знаті в їхніх гробницях. Серед них великий бронзовий Дервенський кратер з гробниці IV ст. до н.е. Салоніках, прикрашений сценами грецького бога Діоніса та його свити, що належав аристократу
Царські розкішні поховальні речі, включаючи зброю, обладунки, посудини для пиття та особисті речі, зберігалися разом із померлими, кістки яких спалювали перед похованням у золотих трунах. Деякі похоронні речі та прикраси були поширені в інших македонських гробницях, проте деякі предмети, знайдені у Вергіні, були чітко пов'язані з королівською особою, включаючи діадему, предмети розкоші, зброю та обладунки.
Македонські гробниці, що відносяться до пізньому класичного та елліністичного періодів, будувалися з місцевого пористого каменю, пізніші й багатіші з них нагадували класичні храми з колонами. Двері, як правило, робилися з мармуру і підвішувалися на залізних петлях, всередині гробниці знаходилися мармурові лави і трони, стіни були оштукатурені і розфарбовані. Фасад підземної споруди також міг бути покритий фрескамиMacedonian Tombs.
Більшість царських поховань були розграбовані у 274 до н. е. галльськими найманцями, поставленими царем Пірром їх охороняти. Непограбованими залишилося лише 2 гробниці. Перша — царя Філіппа II. Всередині був знайдений золотий саркофаг з останками царя Філіппа, золота царська корона та діадема, зброя царя тощо. Поруч був знайдений інший золотий ларець із останками цариці Клеопатри, однієї з семи дружин Філіппа, яка була вбита невдовзі після смерті Філіппа. Недоторканою залишилась і, так звана, «гробниця принца», розфарбована у блакитні та червоні кольори із зображенням колісниць та вершників, гробниця Александра IV. 
2014 році за межами Амфіполіса було виявлено македонську гробницю Каста, яка є найбільшою стародавньою гробницею, знайденою в Греції (станом на 2017 рік)